# René Bobzin
René Bobzin (* 1973 in Altentreptow) ist ein deutscher Koch.

## Werdegang
Nach der Ausbildung ging Bobzin zum Landhaus Scherrer bei Heinz Otto Wehmann in Hamburg und für vier Jahre zum Gourmet-Restaurant Imperial im Schlosshotel Bühlerhöhe. Dann wechselte er zum Bareiss bei Claus-Peter Lumpp in Baiersbronn und zu den Schweizer Stuben bei Fritz Schilling in Wertheim (zwei Michelinsterne). Danach wurde er Souschef im Hotel Brandenburger Hof in Berlin.
Im Jahr 2000 wurde er Küchendirektor im Landhaus Zu den Rothen Forellen in Ilsenburg, dessen Restaurant Forellenstube 2005 mit einem Michelinstern ausgezeichnet wurde. Ab 2008 war er Geschäftsführer bei Henry's Gastrokonzept in Goslar. 2010 wurde er Küchenchef im Gourmetrestaurant des Hotel Zur Post in Bansin. Vom Jahr 2010 an war Bobzin Fernsehkoch in der Sendung „Die Dorf-Bruzzzler“, die vom MDR einmal wöchentlich in 50 Folgen ausgestrahlt wurde.
Seit September 2015 führen René und Carolin Bobzin Die Bauernstube in Mellenthin im Binnenland von Usedom.

## Auszeichnungen
- 2005: Ein Stern im Guide Michelin 2006[1]
- 2004: 16 Punkte im Gault-Millau 2004[5]
- 2002: „Entdeckung des Jahres“ im Gault-Millau[5]